# Norr-Lilltjärnen
Norr-Lilltjärnen är en sjö i Ragunda kommun i Jämtland och ingår i Ångermanälvens huvudavrinningsområde.